# Borowiec (powiat kościerski)
Borowiec (dodatkowa nazwa w j. kaszub. Bòrówc) – osada kaszubska w Polsce położona w województwie pomorskim, w powiecie kościerskim, w gminie Lipusz.
Miejscowość wchodzi w skład sołectwa Lipusz a także należy do aglomeracji Lipusz.
W latach 1975–1998 miejscowość administracyjnie należała do województwa gdańskiego.